# Leonora Hornblow
Leonora Hornblow (* 3. Juni 1920 in New York als Leonora Salmon; † 5. November 2005 in Fearrington Village, North Carolina) war eine US-amerikanische Schriftstellerin.

## Leben
Leonora Salmon war die Stieftochter und Erbin des 1930 verstorbenen Tabakunternehmers Leon Schinasi. Sie führte zunächst von 1939 bis 1940 mit dem Schauspieler Wayne Morris eine Ehe, in der ein Sohn geboren wurde. Danach war sie von 1945 bis zu dessen Tod 1976 mit dem Filmproduzenten Arthur Y. Hornblow Jr. verheiratet, dessen Namen sie annahm. Hornblow bewegte sich in den höheren gesellschaftlichen Kreisen von New York und Hollywood, ein enger Freund war der Verleger Bennett Cerf, weitere Bekannte waren u. a. Ronald und Nancy Reagan, Babe Paley, Pamela Harriman sowie Frank Sinatra.
Ihr Insiderwissen über das Leben in Hollywood verarbeitete sie in ihrem ersten Roman Memory and Desire (1950), der von der Affäre eines verheirateten Drehbuchautoren mit der Ex-Frau eines berühmten Regisseurs handelt. Die hohe Gesellschaft New Yorks porträtierte sie in ihrem zweiten Roman The Love Seekers. Mit dem erfolgreichen Buch Cleopatra of Egypt verlegte sie sich auf Kinderbücher. Hornblow verfasste später zusammen mit ihrem Ehemann Arthur insgesamt fünf Tierbücher für Kinder. Ebenfalls schrieb sie für bekannte amerikanische Magazine und veröffentlichte in Zusammenarbeit mit Bennett Cerf eine Kurzgeschichtensammlung.